# مجتمع الميم في تشيلي

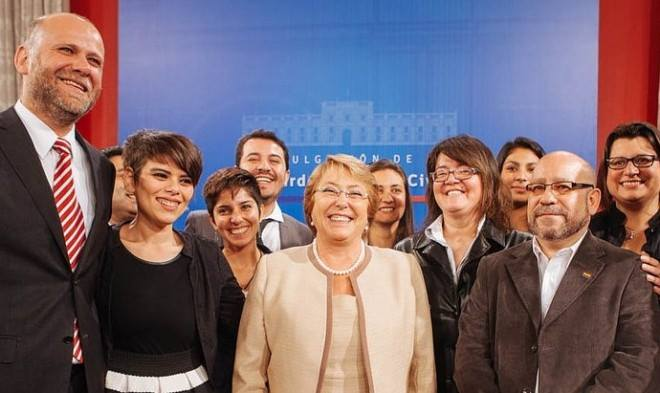

اكتسب مجتمع الميم في تشيلي بعض الحقوق في السنوات الأخيرة. مُرّر قانون مكافحة التمييز الذي يتضمن التوجه الجنسي والهوية الجندرية كفئات محمية في عام 2012. يعاقب القانون التمييز التعسفي، ويسمح للمواطنين برفع دعاوى مناهضة للتمييز، ومطالبة الدولة بتطوير سياسات عامة لإنهاء التمييز. أضاف القانون عقوبات مشددة على جرائم الكراهية. ألغت القوات المسلحة التشيلية في العام نفسه جميع القواعد الداخلية التي منعت المثليين جنسيًا من دخول الجيش، لتكييف ممارسات وأنظمة المؤسسة مع قانون مكافحة التمييز.
دخل قانون اتفاقية الارتباط المدني حيز التنفيذ في عام 2015، وهو أول معيار قانوني يمنح اعترافًا صريحًا بالأزواج المثليين في تشيلي. يسمح القانون للأزواج المثليين أو الغيريّين المتعايشين بالملكية المشتركة واتخاذ القرارات الطبية، وكذلك المطالبة بمزايا التقاعد والممتلكات في حالة وفاة شريكهم المدني. يسهّل القانون أيضًا الحصول على حضانة طفل الشريك عند الضرورة. كما يعترف بالزيجات التي تُعقد في الخارج على أنها ارتباطات مدنية وينظر إلى الأزواج وأطفالهم كعوائل.
أصبح من حق مغايري النوع الاجتماعي اعتبارًا من عام 2007، تغيير نوعهم الاجتماعي في القانون واسمهم بعد الانتهاء من التدخل الطبي. يتطلب ذلك إذن قضائي. تُغطّى جراحات إعادة تعيين الجنس والعلاج الهرموني من قبل نظام الصحة العامة منذ عام 2013.
أصبحت تشيلي في يناير عام 2016، الدولة الثانية في العالم التي تحظر الإجراءات الجراحية غير الضرورية وغيرها من الإجراءات غير الضرورية على الأطفال ثنائيي الجنس.
تتضمن أنظمة تشيلي حاليًا قوانينًا ولوائحًا وسياساتٍ عامة مختلفة تحمي أفراد مجتمع الميم من التمييز، مثل الحماية في الوصول إلى العمل والإسكان وتوفير السلع والخدمات والتبرع بالدم. تشمل أيضًا الحماية ضد التمييز في المدارس العامة والخاصة بالإضافة إلى قانون مكافحة التنمر الذي أثّر إيجابيًا على مكافحة رهاب المثلية في الفصول الدراسية.

## أفراد مجتمع الميم

### ظروف المعيشة
لا توجد قيود قانونية على العلاقات الجنسية المثلية بين البالغين أو على تنظيم مناسبات خاصة بمجتمع الميم في تشيلي. يحدد القانون سن الثامنة عشر كسن الرشد لممارسة الجنس المثلي، إذ يُسمح بالنشاط الجنسي المغاير- في بعض الظروف- في سن 14 عامًا. تلعب الكنيسة الكاثوليكية والمعتقدات التقليدية المتعلقة بالأدوار الجندرية دورًا مشتركًا في المواقف السائدة حول أدوار الجنسين والتوجه الجنسي والهوية الجندرية. لم يواجه مجتمع المثليين في تشيلي أسوأ الظروف في قارة ابتُليت بالذكورية، على الرغم من استمرار النظر بازدراء للمثلية الجنسية من قبل أكثرية المجتمع المحافظ.
تحسّن تصور أفراد مجتمع الميم في تشيلي نتيجةً لزيادة الظهور في وسائل الإعلام، بما في ذلك الحملات التي تقوم بها الحكومة. أُبلغ عن حالات تمييز بسبب التوجه الجنسي والهوية الجندرية على الرغم من ذلك، بما في ذلك حالات تنطوي على العنف أو الوفاة. اعتُمد القانون رقم 20609 لوضع تدابير ضد التمييز عام 2012 عقب جريمة كراهية ضد دانيال زاموديو. أصبح بإمكان الأزواج المثليين الانخراط بشكل قانوني في اتفاقية الارتباط المدني اعتبارًا من 22 أكتوبر عام 2015. يشابه هذا القانون الزواج في بعض جوانبه ويمنح صفة مدنية جديدة.
لا يواجه المثليون والمثليات الذين يزورون تشيلي أيّ تحيز أو تعصب خارجي غالبًا. تعتبر مظاهر المودة العلنية بين المثليين نادرةً في العديد من المدن. العديد من المثليين والمثليات غير منفتحين تجاه ميولهم بنشاط خارج دوائرهم، لكن كل عاصمة إقليمية بها نادٍ للمثليين على الأقل، والذي عادةً ما يلتقي فيه أفراد مجتمع الميم.
غالبًا ما يُربط مغايري النوع الاجتماعي بالمثلية الجنسية في تشيلي. تتعرض النساء مغايرات النوع الاجتماعي في الغالب للتمييز، ولا يستطعن دخول سوق العمل، لذا فإن الطريقة الوحيدة للبقاء هي الدعارة، وبالتالي يتعرضن للعنف ومضايقات الشرطة. تعمل حوالي 95% من النساء مغايرات النوع الاجتماعي في تشيلي كمومسات بسبب التمييز الأسري والاجتماعي والتوظيفي، وفقًا لدراسة أجرتها ريدلاك ترانس عام 2009. يقرر الرجال مغايرو النوع الاجتماعي في كثير من الحالات انتهاك هويتهم الجندرية بارتداء ملابس نسائية أو ملابس تصلح للجنسين للحصول على وظيفة. أصبح من غير الممكن السماح بتغيير الاسم والجنس في المستندات القانونية إلا بأمر من المحكمة اعتبارًا من عام 2007.
بينما يعيش المثليون في جميع أنحاء تشيلي، يقتصر وجود مجتمع الميم بشكل مرئي إلى حد كبير على سانتياغو في الأحياء الصديقة للمثليين، بيلافيستا وباركي فورستال (المعروفة أيضًا باسم بيلاس أرتيس). أصبحت مظاهر المودة الآن مشهدًا شائعًا بشكل متزايد وسط المدينة بينما تنتشر حانات المثليين والنوادي والساونا في كل مكان. هذا المشهد المثلي الحيوي ليس ظاهرةً حديثة، إذ تدّعي نوادٍ للمثليين مثل فوستو أو كابريتسو إسبانيول أنها الأقدم في أمريكا الجنوبية.

### تعداد السكان
المسح الوطني للتوصيف الاجتماعي والاقتصادي (كايسن)- الذي طورته وزارة التنمية الاجتماعية- مسح للأسر المعيشية على المستوى الوطني ويغطي مواضيع مختلفة. تضمّن مسح كايسن لأول مرة أسئلةً تتعلق بالميل الجنسي والهوية الجندرية في عام 2015. تشير النتائج التي صدرت في أكتوبر عام 2016 إلى أن 98.51% حُدّدوا كغيريّين، و1.04% كمثليين أو مثليات، و0.37% كمزدوجي ميول جنسية، بينما أعلن 0.02% عن توجه جنسي آخر. وجد السؤال حول الهوية الجندرية أن العابرات مثّلن 3.1% ومثّل العابرون 2.3%. البيانات هي نتيجة 109,949 مقابلة وجهًا لوجه بين مواطنين بلغت أعمارهم 18 عامًا وأكثر. انتقدت مجموعات حقوق الميم مثل موفيل وفونداثيون إيغواليس منهجية المسح، مشيرةً إلى أنها تحيد عن التقديرات الدولية وتشكك في أن نسبة الأشخاص مغايري النوع الاجتماعي أعلى من نسبة المثليين والمثليات.
وجد الاستطلاع الوطني السابع للشباب الذي نشر في عام 2013 من قبل المعهد الوطني التشيلي للشباب (آي إن جاي يو في)، والذي طُبّق على 8352 فردًا من الشباب تتراوح أعمارهم بين 15 و29 عامًا، أن 84.1% حُدّدوا كغيريّين، و2.2% كمثليين و1.1% كمزدوجي ميول جنسية، بينما لم يجب 12.6%.
اعترف 34447 تشيليًا في إحصاء عام 2012 ولأول مرة، أنهم يعيشون مع شخص من نفس الجنس. هناك 20406 من النساء و14041 من الرجال، من إجمالي الأفراد الذين يعيشون مع شخص من نفس الجنس.